# Llano Grande, Malinaltepec
Llano Grande är en ort i Mexiko.   Den ligger i kommunen Malinaltepec och delstaten Guerrero, i den sydöstra delen av landet, 250 km söder om huvudstaden Mexico City. Llano Grande ligger 1 998 meter över havet och antalet invånare är 310.
Terrängen runt Llano Grande är kuperad åt nordväst, men åt sydost är den bergig. Runt Llano Grande är det ganska glesbefolkat, med 23 invånare per kvadratkilometer. Närmaste större samhälle är Malinaltepec, 8,4 km norr om Llano Grande. I omgivningarna runt Llano Grande växer i huvudsak städsegrön lövskog.